# Jackson Young
Jackson George Young (* 29. Juli 2001 in Etobicoke) ist ein kanadischer Volleyballspieler.

## Karriere
Young studierte von 2019 bis 2023 an der Nipissing University und spielte im Universitätsteam Lakers. Er gehörte auch zur kanadischen U23-Nationalmannschaft. Zur Saison 2023/24 wurde er vom deutschen Bundesligisten VfB Friedrichshafen verpflichtet. Mit dem Verein schied er im DVV-Pokal-Achtelfinale gegen die Berlin Recycling Volleys aus und unterlag demselben Gegner im Playoff-Finale. Der VfB schied im DVV-Pokal 2024/25 im Viertelfinale aus und musste sich im Playoff-Halbfinale geschlagen geben. Auch 2025/26 spielt Young für Friedrichshafen.